# Étainhus
Étainhus [etɛ̃.y] est une commune française située dans le département de la Seine-Maritime en région Normandie.

## Géographie

### Localisation
| Angerville-l'Orcher |             | Graimbouville |
| Manéglise           | Éthainhus   | Gommerville   |
|                     | Sainneville | Épretot       |

La commune s'étend sur 8,2 km2 et compte 1 072 habitants depuis le dernier recensement de la population c'est-à-dire en 2009. La densité de population est de 130,4 habitants par km2 sur la commune.
Étainhus est située à 2 km de Sainneville ou de Graimbouville, à 5 km de Saint-Romain-de-Colbosc et à 18 km du Havre.
La gare d'Étainhus - Saint-Romain, située sur la commune, est sur la ligne de Paris-Saint-Lazare au Havre.

### Hydrographie
La commune est située dans le bassin Seine-Normandie. Elle n'est drainée par aucun cours d'eau,.

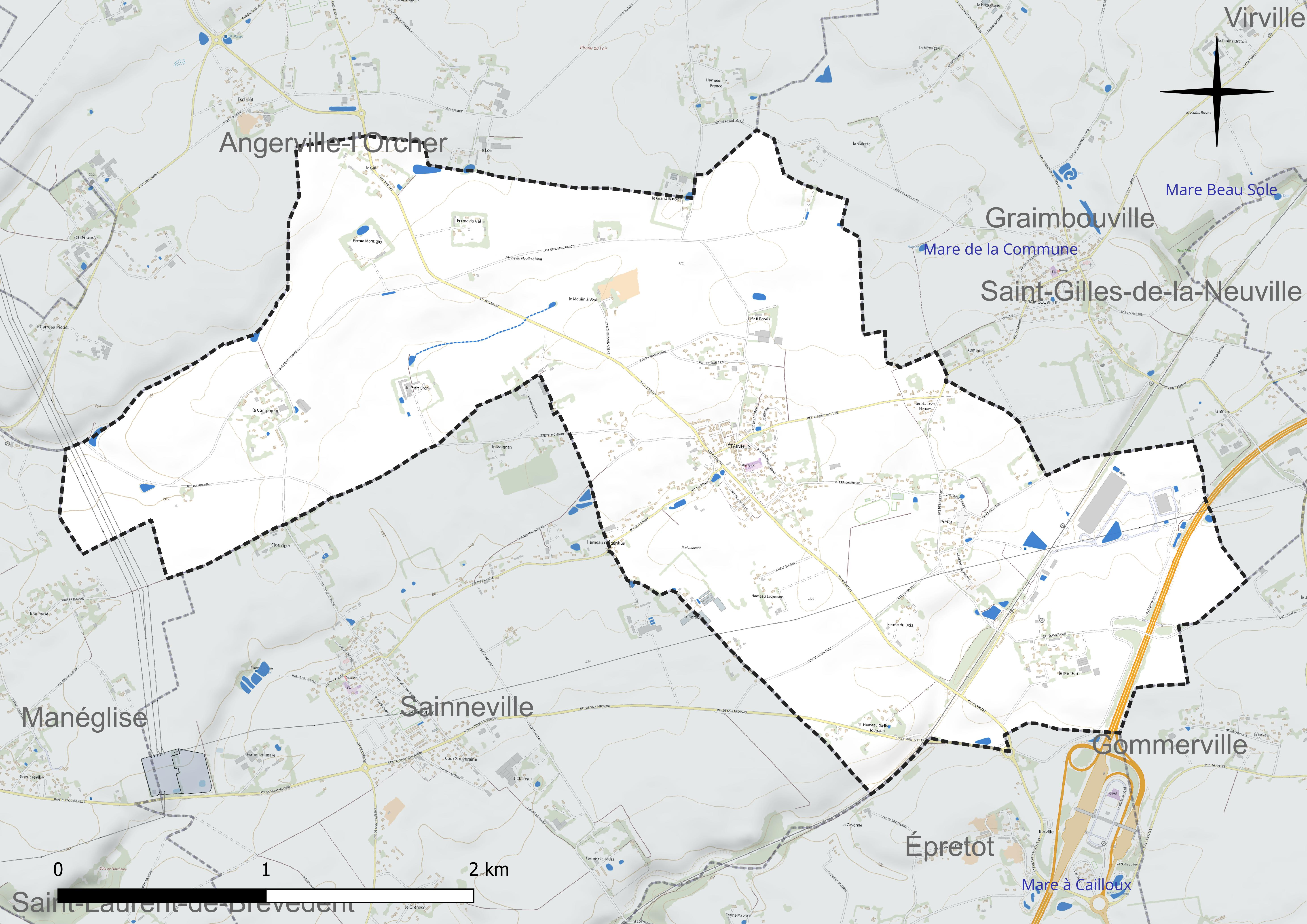
Réseau hydrographique d'Étainhus.

### Climat
Pour des articles plus généraux, voir Climat de la Normandie et Climat de la Seine-Maritime.
En 2010, le climat de la commune est de type climat océanique franc, selon une étude du CNRS s'appuyant sur une série de données couvrant la période 1971-2000. En 2020, Météo-France publie une typologie des climats de la France métropolitaine dans laquelle la commune est exposée à un climat océanique et est dans la région climatique Côtes de la Manche orientale, caractérisée par un faible ensoleillement (1 550 h/an) ; forte humidité de l’air (plus de 20 h/jour avec humidité relative > 80 % en hiver), vents forts fréquents. Parallèlement le GIEC normand, un groupe régional d’experts sur le climat, différencie quant à lui, dans une étude de 2020, trois grands types de climats pour la région Normandie, nuancés à une échelle plus fine par les facteurs géographiques locaux. La commune est, selon ce zonage, exposée à un « climat maritime », correspondant au Pays de Caux, frais, humide et pluvieux, légèrement plus frais que dans le Cotentin.
Pour la période 1971-2000, la température annuelle moyenne est de 10,2 °C, avec une amplitude thermique annuelle de 13 °C. Le cumul annuel moyen de précipitations est de 986 mm, avec 13,6 jours de précipitations en janvier et 9 jours en juillet. Pour la période 1991-2020, la température moyenne annuelle observée sur la station météorologique la plus proche, située sur la commune de Octeville-sur-Mer à 14 km à vol d'oiseau, est de 11,5 °C et le cumul annuel moyen de précipitations est de 790,7 mm,. Pour l'avenir, les paramètres climatiques de la commune estimés pour 2050 selon différents scénarios d'émission de gaz à effet de serre sont consultables sur un site dédié publié par Météo-France en novembre 2022.

## Urbanisme

### Typologie
Au 1er janvier 2024, Étainhus est catégorisée bourg rural, selon la nouvelle grille communale de densité à sept niveaux définie par l'Insee en 2022.
Elle est située hors unité urbaine. Par ailleurs la commune fait partie de l'aire d'attraction du Havre, dont elle est une commune de la couronne,. Cette aire, qui regroupe 116 communes, est catégorisée dans les aires de 200 000 à moins de 700 000 habitants,.

### Occupation des sols
L'occupation des sols de la commune, telle qu'elle ressort de la base de données européenne d’occupation biophysique des sols Corine Land Cover (CLC), est marquée par l'importance des territoires agricoles (95,3 % en 2018), une proportion sensiblement équivalente à celle de 1990 (95,8 %). La répartition détaillée en 2018 est la suivante :
terres arables (80,1 %), zones agricoles hétérogènes (9,8 %), prairies (5,4 %), zones urbanisées (4,6 %), zones industrielles ou commerciales et réseaux de communication (0,1 %). L'évolution de l’occupation des sols de la commune et de ses infrastructures peut être observée sur les différentes représentations cartographiques du territoire : la carte de Cassini (XVIIIe siècle), la carte d'état-major (1820-1866) et les cartes ou photos aériennes de l'IGN pour la période actuelle (1950 à aujourd'hui).

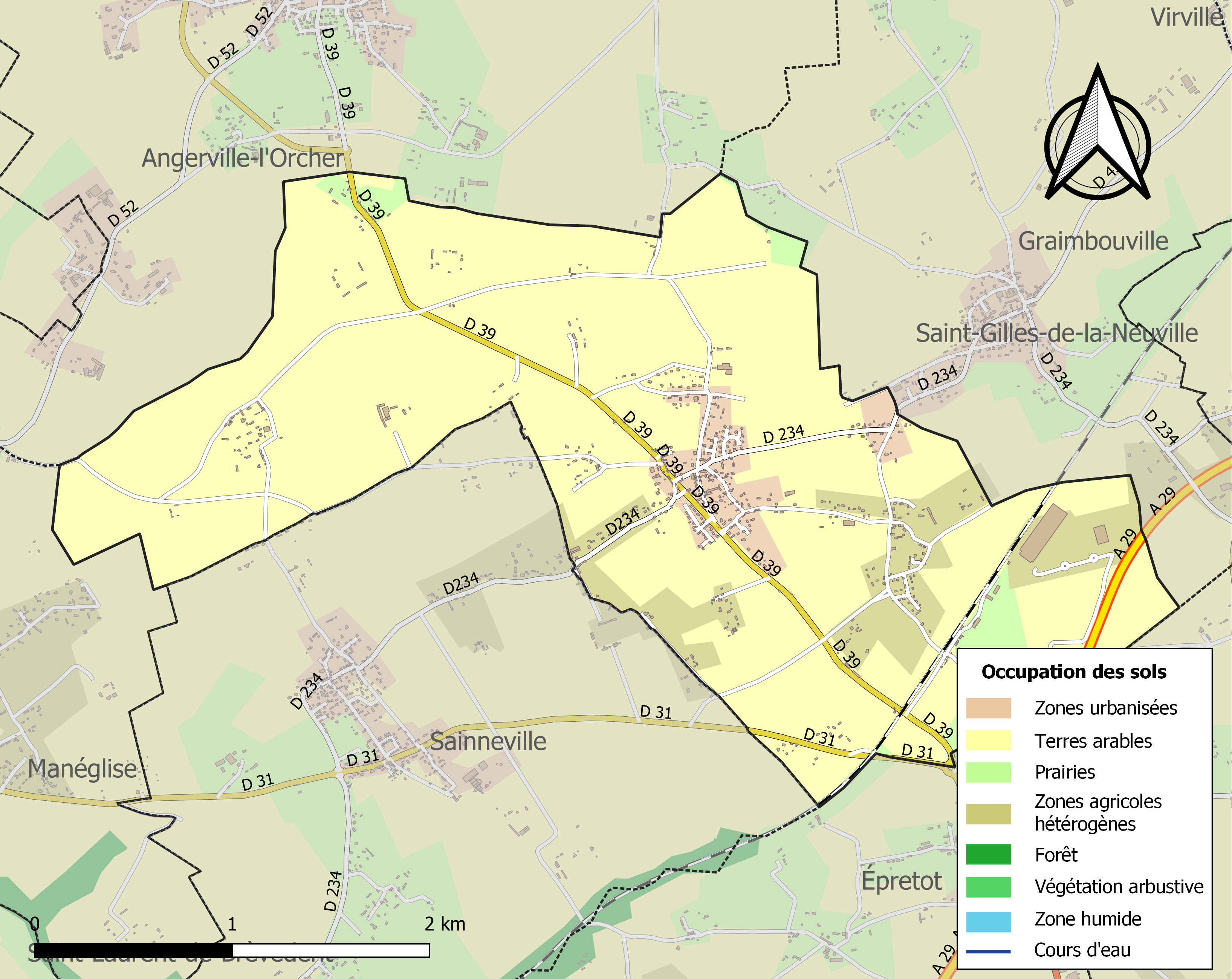
Carte des infrastructures et de l'occupation des sols de la commune en 2018 (CLC).

## Toponymie

### Attestations anciennes
Le nom de la localité est attesté sous les formes tardives :
- Esteinhues fin XIIe siècle[15],[16] ;
- Esteinhus en 1222, 1228, vers 1240, en 1249, 1252[15] / au XIIIe siècle[17] ;
- Steinhus en 1270 ;
- [Notre-Dame de] Esteinhus en 1316 ;
- Estainhus en 1319, 1337 ;
- Estainhurs en 1340 (Archives de la Seine-Maritime, 18 H) ;
- Estainhus en 1472 ;
- Etainhus en 1503 (Beaucousin 275, vicomté de Montivilliers, sergenterie de Saint Romain) ;
- Estainhus en 1668 ;
- Etainhus en 1715 (Frémont) ;
- Etainhus en 1757 (Cassini) ;
- Etainhus en 1953 (Nom.)[15].

### Étymologie
Albert Dauzat et Charles Rostaing avancent la thèse d'une origine germanique, toponyme formé des éléments steen « pierre » et hus « maison ». Il faut sans doute comprendre « germanique continental » ou « germanique occidental », bien que cette formulation vague de « germanique » puisse englober également l'anglo-saxon ou l'ancien norrois. De manière paradoxale, ils considèrent que Lihus en Picardie contient le vieux norrois hús « maison ».
François de Beaurepaire leur préfère le vieux norrois steinn « pierre » et hús « maison ». Cette hypothèse est confortée par la localisation d'Étainhus dans le pays de Caux au cœur de l'aire de diffusion maximale de la toponymie scandinave en Seine-Maritime, ainsi que par les nombreuses occurrences de steinn en Normandie en combinaison avec des appellatifs toponymiques qui ne peuvent s'expliquer que par l'ancien scandinave. Il s'agit par exemple en Seine Maritime d'Étalondes (Stanelonde 1059, Stenelunda 1119); Etaintot à Saint-Wandrille-Rançon (Staintot 1074, Esteintot 1142) et à Mautheville (Esteintot 1198, 1222); Etennemare à Limésy (Esteinemare, sans date) et à Saint-Valery-en-Caux (Esteinmare en 1252) (voir aussi Tennemare et Étienne Mare); Taintal (Extendala pour *Estendala 1025 (?), Esteindale 1268, Stendala fin XIIe siècle, Steindale 1314); Etennebosc (La Gaillarde, Estemebusch Esteinebusc au XIIIe siècle, s'est conservé dans le nom de famille Boutrolle d'Estaimbuc). Le second élément de tous ces toponymes est en effet identifié comme scandinave par les auteurs, à savoir londe (< lundr), -tot (< topt, toft), mare (< marr) et -dal(le) (< dalr). L'élément -hus se retrouverait par ailleurs dans Sahurs (Salhus vers 1024). À noter également les parallèles Étainhus / Étaintot avec Stenhus / Stentoft (Danemark) et Steinhus, nom d’une ferme norvégienne située à Kvam dans le comté de Hordaland.

## Démographie
L'évolution du nombre d'habitants est connue à travers les recensements de la population effectués dans la commune depuis 1793. Pour les communes de moins de 10 000 habitants, une enquête de recensement portant sur toute la population est réalisée tous les cinq ans, les populations de référence des années intermédiaires étant quant à elles estimées par interpolation ou extrapolation. Pour la commune, le premier recensement exhaustif entrant dans le cadre du nouveau dispositif a été réalisé en 2008.

En 2022, la commune comptait 1 209 habitants, en évolution de +7,75 % par rapport à 2016 (Seine-Maritime : +0,35 %, France hors Mayotte : +2,11 %).
| 1793 | 1800 | 1806 | 1821 | 1831 | 1836 | 1841 | 1846 | 1851 |
| ---- | ---- | ---- | ---- | ---- | ---- | ---- | ---- | ---- |
| 360  | 400  | 403  | 347  | 550  | 458  | 442  | 456  | 492  |

| 1856 | 1861 | 1866 | 1872 | 1876 | 1881 | 1886 | 1891 | 1896 |
| ---- | ---- | ---- | ---- | ---- | ---- | ---- | ---- | ---- |
| 494  | 491  | 483  | 474  | 524  | 515  | 537  | 526  | 502  |

| 1901 | 1906 | 1911 | 1921 | 1926 | 1931 | 1936 | 1946 | 1954 |
| ---- | ---- | ---- | ---- | ---- | ---- | ---- | ---- | ---- |
| 489  | 470  | 450  | 445  | 425  | 406  | 418  | 553  | 514  |

| 1962 | 1968 | 1975 | 1982 | 1990 | 1999  | 2006  | 2008  | 2013  |
| ---- | ---- | ---- | ---- | ---- | ----- | ----- | ----- | ----- |
| 529  | 531  | 542  | 609  | 926  | 1 007 | 1 043 | 1 057 | 1 089 |

| 2018  | 2022  | - | - | - | - | - | - | - |
| ----- | ----- | - | - | - | - | - | - | - |
| 1 197 | 1 209 | - | - | - | - | - | - | - |

## Culture locale et patrimoine

### Lieux et monuments
Église Saint-Jacques.

### Personnalités liées à la commune
- Didier Sanson, maire d'Étainhus et président de la communauté de communes de Saint-Romain-de-Colbosc.
- Gérard Rabel, artiste peintre, graphiste et photographe.

### Héraldique
| leve i steinhus (vivre à Etainhus). | Les armes de la commune d'Étainhus se blasonnent ainsi : De gueules au chevron d'or, maçonné de sable, accompagné en chef de deux coquilles d'or, et en pointe de deux clefs d'argent passées en sautoir; au chef d'or chargé d'un drakkar contourné de sable. |